# Escocia en la Copa Mundial de Rugby de 2015
El XV del Cardo fue una de las 20 naciones participantes de la Copa Mundial de Rugby de 2015 que se realizó por segunda vez en Inglaterra.
La octava participación escocesa fue la mejor de la década, con la selección alcazando la fase final; objetivo no logrado en Nueva Zelanda 2011 ni en la siguiente Japón 2019.

## Plantel

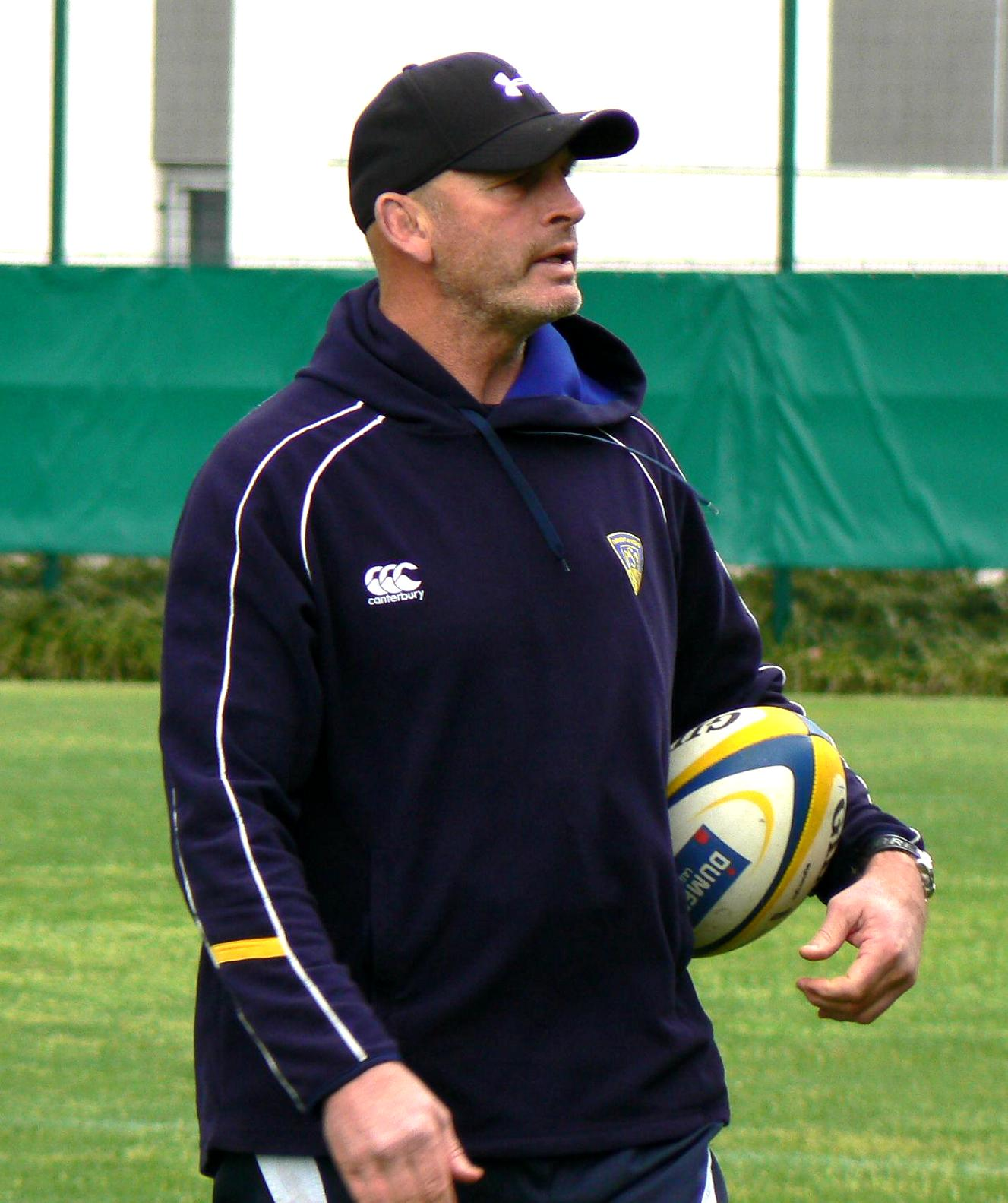
El neozelandés Cotter fue el técnico.

El director técnico fue el kiwi Cotter (53 años).
Las edades son a la fecha del último partido de Escocia, 18 de octubre de 2015.
|                         | Jugador           | Edad    | Posición    | Pruebas | Equipo           |
| ----------------------- | ----------------- | ------- | ----------- | ------- | ---------------- |
| Hookers y Pilares       |                   |         |             |         |                  |
| 2                       | Ross Ford         | 31 años | Hooker      | 89      | Edinburgh Rugby  |
| Segundas líneas         |                   |         |             |         |                  |
| Alas y Octavos          |                   |         |             |         |                  |
| Medios scrums           |                   |         |             |         |                  |
|                         | Sam Hidalgo-Clyne | 22 años | Medio scrum | 7       | Edinburgh Rugby  |
| 9                       | Greig Laidlaw     | 30 años | Medio scrum | 41      | Gloucester Rugby |
|                         | Henry Pyrgos      | 26 años | Medio scrum | 16      | Glasgow Warriors |
| Aperturas y Centros     |                   |         |             |         |                  |
| 13                      | Mark Bennett      | 22 años | Centro      | 9       | Glasgow Warriors |
| 12                      | Peter Horne       | 26 años | Centro      | 10      | Glasgow Warriors |
| 10                      | Finn Russell      | 23 años | Apertura    | 11      | Glasgow Warriors |
|                         | Matt Scott        | 25 años | Centro      | 29      | Edinburgh Rugby  |
|                         | Richie Vernon     | 28 años | Centro      | 22      | Glasgow Warriors |
|                         | Duncan Weir       | 24 años | Apertura    | 19      | Glasgow Warriors |
| Fullbacks y Wings       |                   |         |             |         |                  |
| 15                      | Stuart Hogg       | 23 años | Fullback    | 33      | Glasgow Warriors |
|                         | Sean Lamont       | 34 años | Fullback    | 97      | Glasgow Warriors |
| 14                      | Sean Maitland     | 27 años | Wing        | 16      | London Irish     |
| 11                      | Tommy Seymour     | 27 años | Wing        | 18      | Glasgow Warriors |
|                         | Tim Visser        | 28 años | Wing        | 21      | Harlequins FC    |
| Entrenador: Vern Cotter |                   |         |             |         |                  |

## Participación

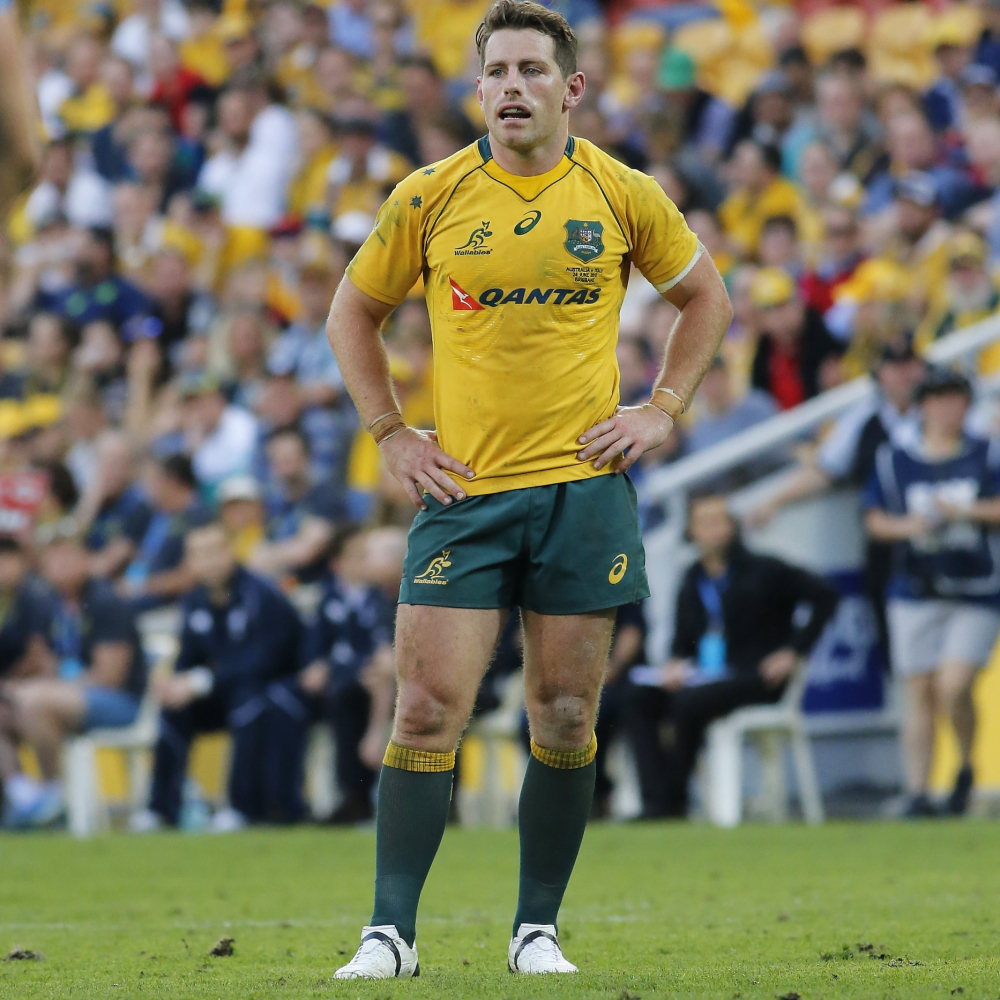
El australiano Bernard Foley anotó el polémico penal que los eliminó.

Escocia integró el grupo B con los candidatos Springboks, los Águilas, Japón y Samoa.

### Fase final
Los cuartos los cruzó ante los favoritos Wallabies, dirigidos por Michael Cheika, quien diagramó: Stephen Moore (capitán), Rob Simmons, la estrella David Pocock, Will Genia, el veterano Matt Giteau y Adam Ashley-Cooper. En un partido vibrante de ocho tries, Australia ganó con un polémico penalti tardío.